# Équipe du Portugal des moins de 18 ans de football
Maillots
L'équipe du Portugal des moins de 18 ans de football est une sélection des meilleurs joueurs portugais de moins de 18 ans représentant le pays lors des compétitions internationales de football masculin, sous l'égide de la Fédération portugaise de football.

## Résultats sportifs

### Titres et trophées
- Championnat d'Europe juniors/-18 ans (3)
  - Vainqueur : 1961, 1994 et 1999[1]
  - Finaliste : 1971, 1988, 1990, 1992 et 1997
  - Troisième : 1960, 1964, 1968

### Parcours en Championnat d'Europe junior
Le Portugal a disputé 14 phases finales sur 33 possible, remportant l'édition 1961, durant lequel il est le pays hôte.
| Championnat d'Europe juniors | Championnat d'Europe juniors | Championnat d'Europe juniors |
| - 1948 : Non qualifiée - 1949 : Non qualifiée - 1950 : Non qualifiée - 1951 : Non qualifiée - 1952 : Non qualifiée - 1953 : Non qualifiée - 1954 : Phase de groupe - 1955 : Phase de groupe - 1956 : Non qualifiée - 1957 : Non qualifiée - - 1958 : Non qualifiée | - 1959 : Non qualifiée - 1960 : Troisième - 1961 : Vainqueur - 1962 : Phase de groupe - 1963 : Non qualifiée - 1964 : Troisième - 1965 : Phase de groupe - 1966 : Phase de groupe - 1967 : Non qualifiée - 1968 : Troisième - 1969 : Phase de groupe | - 1970 : Non qualifiée - 1971 : Finaliste - 1972 : Non qualifiée - 1973 : Non qualifiée - 1974 : Phase de groupe - 1975 : Non qualifiée - 1976 : Non qualifiée - 1977 : Non qualifiée - 1978 : Phase de groupe - 1979 : Non qualifiée - 1980 : Phase de groupe |

### Parcours en Championnat d'Europe -18 ans
Le Portugal a disputé 11 phases finales sur 17, remportant les éditions 1994 et 1999.
| Championnat d'Europe U18 | Championnat d'Europe U18 |
| - 1981 : Non qualifiée - 1982 : Phase de groupe - 1983 : Non qualifiée - 1984 : Phase de groupe - 1986 : Non qualifiée - 1988 : Finaliste - 1990 : Finaliste - 1992 : Finaliste - 1993 : 4e | - 1994 : Vainqueur - 1995 : Non qualifiée - - 1996 : Phase de groupe - 1997 : Finaliste - 1998 : 4e - 1999 : Vainqueur - 2000 : Non qualifiée - 2001 : Non qualifiée |

## Personnalités

### Sélectionneurs
- depuis 2019 : Emílio Peixe
- 2018-2019 : Rui Bento
- 2017-2018 : Filipe Ramos
- 2015-2016 : José Guilherme
- 2015 : Emílio Peixe
- 2011 : Edgar Borges
- 2009-2010 : Hélio Sousa
- 1998-1999 : Agostinho Oliveira
- 1993-1994 : Agostinho Oliveira

### Joueurs
| Nom             | Sél. | Buts |
| --------------- | ---- | ---- |
| Bruno Tavares   | 4    | 4    |
| Félix Correia   | 4    | 4    |
| Henrique Araújo | 5    | 4    |
| Mickael Almeida | 7    | 4    |
| Tiago Tomás     | 2    | 3    |
| Diogo Brás      | 3    | 3    |

| Nom           | Sél. | Buts |
| ------------- | ---- | ---- |
| Marco Caneira | 35   | 0    |
| Hugo Leal     | 28   | 1    |
| Quinito       | 27   | 2    |
| Jorge Costa   | 27   | 2    |
| Paulo Futre   | 24   | 3    |
| Correia       | 24   | 0    |
| Sérgio Leite  | 24   | 0    |